# サニー・ダールベック
サニー・ダールベック（サニー・ダルベックとも、Sanny Dahlbeck、1991年5月12日 - ）は、スウェーデンのキックボクサー。バックボーンはムエタイ。サウスポーである。
日本での試合経験がなかったため、日本における知名度は高くないが、スウェーデンなど海外ではそのルックスの良さと強さから人気がある。
2012年にGLORYのリングで佐藤嘉洋をKOするなど、若いうちから実績を積み上げている注目株。
2015年にK-1 WORLD GP -70kg初代王者決定トーナメントでベスト4に終わるも、11月に当時のK-1 -70kg王者マラット・グレゴリアンとのタイトルマッチが決定していた。

## 来歴
2007年からキャリアをスタートさせた。RUMBLE OF THE KINGSなどのスウェーデン国内外のリングに上がる傍ら、2011年にはアマチュアムエタイの王者に輝く。
2012年よりGLORYに参戦。2012年11月のGLORY 3で行われたトーナメントの準決勝でロビン・ファン・ロスマレンにTKO負けを喫した。
2015年にK-1 WORLD GP -70kg初代王者決定トーナメントでベスト4に終わる。11月に当時のKー1 -70kg王者マラット・グレゴリアンとのタイトルマッチが予定されていたが、タイでのトレーニング中にインフルエンザを発症しまい欠場。これを受けてグレゴリアンもモチベーションの低下を理由に欠場したため、タイトルマッチは中止となった。
2016年11月にK-1 WORLD GPフェザー級(-57.5kg)初代王者決定トーナメントのスーパーファイトにおいてK-1 WORLD MAX2008日本王者・城戸康裕と対戦し、2分9秒でKO勝ち。試合から一夜明けた記者会見では、前年に流れたタイトル挑戦を熱望した。
2017年6月18日、マラット・グレゴリアンが返上したK-1 WORLD GP スーパーウェルター級(-70kg)の第2代王者決定トーナメントに出場。一回戦で廣野祐と対戦し、1Rに飛び膝蹴りで廣野の右目上をカットさせ、2Rに3度目のドクターチェックが入りレフェリーストップでTKO勝ち。準決勝で昨年11月にKO勝ちした城戸康裕と対戦したが左ローキック連打で1R 2分28秒にKO負け。城戸にリベンジを許した。

## 人物
母方の家系がマレーシア人である。

## 戦績
| キックボクシング 戦績 | キックボクシング 戦績 | キックボクシング 戦績 | キックボクシング 戦績 | キックボクシング 戦績 | キックボクシング 戦績 | キックボクシング 戦績 |
| --------------------- | --------------------- | --------------------- | --------------------- | --------------------- | --------------------- | --------------------- |
| 32 試合               | (T)KO                 | 判定                  | その他                | 引き分け              | 無効試合              |                       |
| 27 勝                 | 15                    | 12                    |                       | 1                     | 0                     |                       |
| 4 敗                  | 2                     | 2                     | 0                     | 1                     | 0                     |                       |

| 勝敗 | 対戦相手                       | 試合結果         | 大会名                    | 開催年月日    |
| ×    | ロビン・ファン・ロスマレン     | 3R KO            | GLORY 3 ROME 【準決勝】   | 2012年11月3日 |
| ○    | 佐藤嘉洋                       | 2R TKO（膝蹴り） | GLORY 3 ROME 【準々決勝】 | 2012年11月3日 |
| ○    | ウォーレン・スティーブルマンズ | 3R終了 判定3-0   | GLORY 1                   | 2012年5月26日 |

※判明している戦績のみ記載。このほか多数の試合経験あり。